# Christina Ådén
Christina Ådén, född 17 februari 1982, är en svensk barnskådespelerska.
Hon är syster till barnskådespelaren Fredrik Ådén och är med och sjunger sången "De hjältemodiga" på soundtracket till filmen Kalle Blomkvist – Mästerdetektiven lever farligt (1996).

## Filmografi
- 1993 - Mannen på balkongen - Eva
- 1997 - Sanning eller konsekvens - flicka i klassen